# Nigel Short
Nigel Short (født 1. juni 1965 i Leigh, Lancashire, England) er en britisk stormester i skak, som i 1992 vandt kandidatturneringen og kvalificerede sig til en match mod den regerende verdensmester i skak, Garry Kasparov, som han dog tabte til. Deres match i 1993 markerede bruddet mellem de to deltagere og verdensskakforbundet FIDE, idet de havde stiftet deres egen organisation i utilfredshed med de økonomiske vilkår, forbundet havde skaffet til matchen.

## Biografi
Nigel Short regnes for et af skakkens vidunderbørn. Han slog allerede som tiårig Viktor Kortsjnoj ved en af dennes opvisninger i simultanskak.
Nigel Short blev stormester som 19-årig, da han fik sin afgørende titelnorm i den danske turnering Vesterhavsturneringen i 1984. På det tidspunkt var han verdens yngste stormester.

### Kandidat til verdensmesterskabet
I 1985 kvalificerede han sig fra interzoneturneringen i Biel til den efterfølgende kandidatturnering, hvor han dog ikke havde den store succes. 
Også i 1987 og 1990 kvalificerede han sig til kandidatturneringen. I 1988 tabte han overraskende til landsmanden Jonathan Speelman i kvartfinalen, men fik tre år senere revanche mod denne ved at vinde efter ekstra partier i ottendedelsfinalen i 1991. Succesen fortsatte med sejr over Boris Gelfand i kvartfinalen, eksverdensmesteren Anatolij Karpov i semifinalen og hollandske Jan Timman i finalen. Dermed havde han kvalificeret sig til en titelmatch mod Kasparov.
Da FIDEs præsident, Florencio Campomanes, placerede VM-matchen i Manchester, var der ingen af de to deltagere, som havde godkendt det. I protest dannede de deres egen organisation Professional Chess Association og afviklede en match i London, sponsoreret af avisen The Times. FIDE redigerede med at slette de to spillere fra ranglisterne og afvikle en VM-match mellem Anatolij Karpov og Jan Timman, begge to spillere som Short havde besejret i kandidatturneringen. Dermed var verdensmestertitlen splittet mellem FIDEs titel og den "klassiske" verdensmestertitel, som Kasparov beholdt, da han slog Short.

## Bøger
- Forbes, Cathy: Nigel Short: Quest for the Crown, (Cadogan 1993)

- Wikimedia Commons har flere filer relateret til Nigel Short